# پاسکواله فورنارا
پاسکواله فورنارا (ایتالیایی: Pasquale Fornara; ۲۹ مارس ۱۹۲۵ – ۲۴ ژوئیهٔ ۱۹۹۰) دوچرخه‌سوار اهل ایتالیا بود. وی در مسابقات جیرو دیتالیا شرکت کرده است.